# آمریکو توماس
آمریکو توماس (انگلیسی: Américo Tomás؛ ۱۹ نوامبر ۱۸۹۴ – ۱۸ سپتامبر ۱۹۸۷) یک سیاست‌مدار اهل پرتغال بود.